# 朱世紀
朱世紀（1940年—2007年2月9日）是中華民國（臺灣）政治人物，是左派臺灣獨立運動主要領導人之一，主張「無產階級專政」。其早年在日本活動，先後成立「臺灣學生聯誼會」、「料理會」等組織，並創辦社會主義雜誌《臺灣文化》。在返回臺灣後，他先後投入「台灣建國運動組織」、「台灣衝組」、「臺灣民族革命黨」的組織活動，支援各種議題的示威遊行，後來成為建國黨秘書長。其後則在臺北市光華商場附近擺攤維生，並因心肌梗塞逝世。

## 早年生活
1940年，朱世紀在日治臺灣宜蘭鄉下出生。其父親朱阿輝是臺灣共產黨成員，因為羅東紙廠罷工案被逮捕，後來因為遭到臺灣總督府警察刑求，出獄後不久即逝世。由於父母親從小逝世，朱世紀居住在姑媽家，堂兄陳都後來成為世界台灣同鄉會聯合會會長。朱世紀先後就讀臺灣省立宜蘭中學高中部與國立臺灣大學法律學系，林義雄便是他的高中同學、以及大學晚一屆的學弟。1964年，他前往日本早稻田大學留學。在早稻田大學就讀1個學年後，轉至法政大學寄籍就讀6年，並利用學生身分取得「在留卡」，掩護自己從事學生運動。
朱世紀長期對於「台灣青年社」的作風有所批評，反對所有的成員經常參與街頭示威，認為這將會導致組織政治色彩過於濃厚。在這時期，他一方面打工，一方面從事留學學生運動，並且研究共產主義思想。1956年，他組織「臺灣學生聯誼會」，成員約有400人至500人，當中約有80%的成員後來返回臺灣。1964年，他參加日本的「台灣民族解放陣線」組織。當時朱世紀的「台灣民族解放陣線」與史明的「獨立臺灣會」同時反對日本左派人士與右派的台灣獨立建國聯盟。
1972年，隨著中華民國與日本斷交，許多「臺灣學生聯誼會」幹部被在日台灣同鄉會吸納。1973年，朱世紀在東京創辦、發行中文版的社會主義刊物《臺灣文化》，提供給不能完全理解日語的留學學生閱讀。到了1990年開始，由於他認為在日台灣同鄉會應該和台灣獨立運動分隔開來，另外舉辦針對學生的「料理會」。在這時期，他藉由經營分租宿舍維生，每個月約有100萬日圓的收入，這也成為其持續發行《台灣文化》雜誌及「料理會」的經費來源。1992年8月底，他獲准返回臺灣。

## 返回臺灣

### 組織運動
1992年12月25日，朱世紀獨自返回臺灣，妻子與兒子則留在日本，爾後其經常往返日本與臺灣。在返回臺灣後，朱世紀主要專注在環境公害抗爭與台灣獨立運動部分，持續從事群眾街頭抗爭與理念宣傳活動。其中在隔年5月，他先後參加農民、公營事業工會薪資、反核運動等議題的遊行抗議。同年6月25日，他參加反對龍門核能發電廠預算表決的抗爭，並因此受傷。隨後他遭到警方逮捕，依照妨害公務等罪嫌提起公訴，並被判處10年有期徒刑（緩刑4年）。1994年6月30日，他再次參與在立法院前舉行的反核運動，並一度遭到警方逮捕。
與此同時，朱世紀還積極和「台灣建國運動組織」的成員建立關係，並擔任該組織的總幹事，試圖重建當時逐漸式微的台灣建國運動組織。他與台灣建國運動組織的成員多次參與、支援不同團體的示威遊行。1996年，他與該組織的核心幹部廖宗環積極聯繫各個體制外的台灣獨立運動團體，號召共同展開「臺灣獨立建國」的行動。同年10月至11月，在先後舉辦兩場「建國兄弟研習營」後，朱世紀正式對外公開自己的組織，並更名為「台灣衝組」。「台灣衝組」主張建立武裝力量，並且不定期發行宣傳文件《臺灣衝組報》與《臺灣革命報》。
1997年5月4日，朱世紀與「台灣衝組」成員參加「504為台灣而走」遊行，但在遊行前遭到主辦單位請離，隨後其宣傳車自行前往凱達格蘭大道演講。同年，由於「台灣建國運動組織」和「台灣衝組」成員並未形成一個「堅強的統一戰線」，他將「台灣衝組」改組為「台灣民族革命黨」。而因為缺乏大眾傳播工具進行組織招募，他則傾向透過「運動人際網絡」中的面對面私下接觸，主動前往其他運動團體和具參與潛力的組織建立關係。他四處接觸包括全民計程車隊、勞工運動與農民運動人士，試圖藉此補充新成員，因此經常在各個團體之間活動。
1998年，朱世紀以無黨籍的個人名義參與立法委員選舉，為臺北市第二選舉區候選人，最終獲得333張選票。熱衷政治的他後來還擔任建國黨秘書長。1999年4月，朱世紀等10多人前往慈湖陵寢抗議，揚言對蔣中正鞭屍。後來他選擇在臺北市光華商場附近擺攤，以販賣豬血糕維持生計，自己便獨自在附近租屋居住。但由於是違法設攤，他遭到臺北市政府警察局中正第一分局忠孝東路派出所多次取締。後來他成為臺北市攤販自救會會長，曾帶著攤販發起抗議行動。2007年2月9日，在遭到警方取締告發後不久，他因為心肌梗塞猝死。

## 思想主張
在1960年代至1970年代，朱世紀已經在日本發展出自己的政治意識形態，並自此長期主張台灣獨立運動與馬克思列寧主義。他強調以工人階級與農民階級作為行動主體，進而推翻蔣中正政府。朱世紀認為在社會主義世界革命的總體利益中，台灣獨立運動是革命的其中一部分，即在推動臺灣獨立運動的同時，也必須藉由「無產階級專政」、「被壓迫民族專政」等，朝向更為終極的目標——社會主義革命與世界革命。他因而主張無產階級專政是從資本主義過渡到共產主義的必然階段。
朱世紀認為臺灣社會仍然處在資產階級專政的階段，中國國民黨是資產階級和外國資本的統治工具，利用大漢沙文主義來阻止臺灣民族自決，亦會利用民主和選舉的西方「資產階級民主」予以修飾，透過有形與無形的手段對無產階級進行「階級專政」。他還強調在達到台灣獨立建國和無產階級專政的過程中，存在著「暴力、武力」手段的必然性，認為放棄無產階級革命便是放棄革命自身，將永遠無法從資本主義社會過渡到共產主義社會。他認為台灣存在立即革命的條件，革命力量必須透過武力行動不斷累積，並且應當排除任何選舉或改良主義的手段。
朱世紀還將社會階級的立場本質化，認為整個臺灣歷史的本質並非民族壓迫、而是社會階級的問題，民族的壓迫只是台灣歷史的現象。因此他批評史明過於強調民族壓迫，不但沒有凸顯出階級矛盾，反而是將階級矛盾的問題加以掩蓋。在1994年省市長暨省市議員選舉期間，針對獨立臺灣會和新黨人士發生衝突對峙事件，當時認為組織還不夠健全的史明為了避免出現武力衝突，勸退獨立臺灣會的成員，朱世紀則批評史明的表現過於軟弱，而且「時空認識錯誤」。而由於自己參與的組織運作鬆散、力量薄弱，朱世紀還主張建立一個革命性質的「前衛黨組織」。

## 主要著作
- 《戰鬥的日子》（1995年）